# Drugobazowy

Pozycja drugobazowego.

Drugobazowy (ang. second baseman, w skrócie 2B) – w baseballu zawodnik drużyny broniącej, grający w pobliżu drugiej bazy. W zapisie meczowym drugobazowy odnotowywany jest jako numer 4.